# ناحیه حمام السخنه
ناحیه حمام السخنه (به عربی: دائرة حمام السخنة) یک ناحیه در الجزایر است که در استان سطیف واقع شده‌است.